# 샤도우체이서 3
《샤도우체이서 3》(영어: Project Shadowchaser III, 혹은 영어: Shadowchaser III, 영어: Project Shadowchaser 3000, 영어: Edge Of Darkness)은 미국에서 제작된 1995년 SF 영화이다. 존 에어스가 연출과 제작을 맡고, 샘 보텀스 등이 출연하였다. 샤도우체이서 영화 시리즈 중 세 번째 작품이다.

## 출연
- 샘 보텀스
- 무세타 밴더
- 크리스토퍼 앳킨스
- 프랭크 재거리노
- 크리스토퍼 님

## 기타 제작진
- 미술: 마크 해리스

## 같이 보기
- 샤도우체이서
- 샤도우체이서 2
- 샤도우체이서 4